# 11615 Naoya
11615 Naoya eller 1996 AE3 är en asteroid i huvudbältet som upptäcktes den 13 januari 1996 av de båda japanska astronomerna Kazuro Watanabe och Kin Endate vid Kitami-observatoriet. Den är uppkallad efter den japanske amatörastronomen Naoya Matsumoto.
Asteroiden har en diameter på ungefär 13 kilometer och den tillhör asteroidgruppen Themis.